# Centavo Águila volando
El centavo Águila volando (en inglés: Flying Eagle) es una moneda de un centavo acuñada por la Casa de Moneda de los Estados Unidos como moneda patrón en 1856 y para circulación en 1857 y 1858. La moneda fue diseñada por el grabador jefe de la Casa de la Moneda, James B. Longacre, con el águila en vuelo basada en el trabajo del predecesor de Longacre, Christian Gobrecht.
A principios de la década de 1850, el centavo grande (aproximadamente del tamaño de medio dólar) emitido por la Casa de moneda se estaba volviendo impopular en el comercio y costoso de acuñar. Tras experimentar con varios tamaños y composiciones, la Casa de la Moneda optó por una aleación de 88 % de cobre y 12 % de níquel para un nuevo centavo más pequeño. Después de que la Casa de la Moneda produjera modelos con fecha de 1856 y los entregara a legisladores y funcionarios, el Congreso autorizó formalmente la nueva moneda en febrero de 1857.
El nuevo centavo se emitió para reemplazar la desgastada moneda colonial española de plata que había circulado en Estados Unidos hasta entonces, así como su predecesora, de mayor tamaño. Se emitieron tantos centavos que colapsaron los canales comerciales, sobre todo porque no eran de curso legal y nadie tenía que aceptarlos. El diseño del águila no tuvo buena acogida y fue reemplazado en 1859 por el centavo Cabeza de indio de Longacre.

## Antecedentes

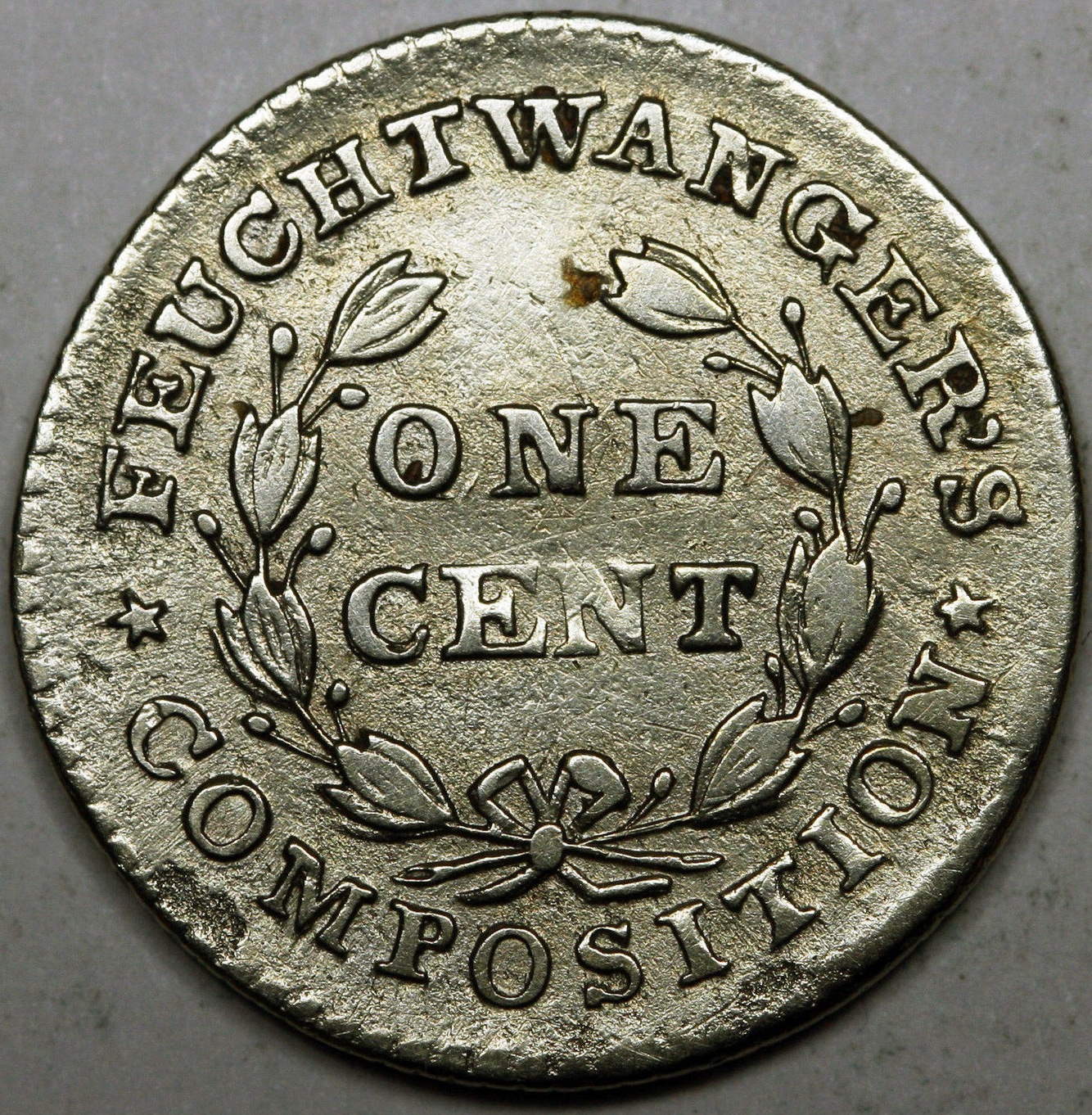
Reverso de un Centavo Feuchtwanger de 1837.

El centavo fue la primera moneda oficial de Estados Unidos acuñada en la Casa de Moneda de Filadelfia en 1793. Estas piezas, hoy conocidas como centavos grandes, estaban hechas de cobre puro y tenían aproximadamente el tamaño de un medio dólar. Se acuñaban todos los años, excepto en 1815 debido a la escasez de dicho metal, pero su aceptación comercial fue lenta. En esa época, las monedas coloniales españolas de plata, aunque desgastadas, eran comúnmente utilizadas como dinero en todo Estados Unidos. En aquel entonces, tanto el oro como la plata eran de curso legal, pero las monedas de cobre no, incluso el propio gobierno federal no las cambiaba ni las aceptaba para el pago de impuestos.
La Casa de la Moneda entonces acuñó plata u oro en respuesta a los depósitos de aquellos que poseían lingotes, y obtuvo pocas ganancias de esas transacciones. Para la década de 1840, las ganancias, o señoreaje, de la monetización del cobre en centavos ayudaron a financiar la Casa de la Moneda. En 1849, los precios del cobre aumentaron drásticamente, lo que provocó que el Departamento del Tesoro investigara posibles alternativas a las grandes monedas de un centavo. El centavo era impopular en el comercio; como no era una moneda de curso legal, nadie tenía que aceptarlo, y tanto los bancos como los comerciantes a menudo lo rechazaban. Asimismo, el centavo también era desagradable por su gran tamaño. En 1837, el excéntrico químico neoyorquino Lewis Feuchtwanger había experimentado con un tamaño de centavo más pequeño para hacer monedas modelo como parte de un plan para vender su aleación (similar a la plata alemana de metal base) al gobierno para su uso en la acuñación de monedas. Sus monedas circularon como Hard times token (literalmente «fichas de tiempos difíciles») en los años de recesión de fines de la década de 1830 y principios de la de 1840.
Para 1850, ya no era rentable para la Casa de la Moneda acuñar centavos, y el 14 de mayo, el senador por Nueva York Daniel S. Dickinson presentó una legislación para emitir un centavo hecho de vellón (cobre con una pequeña cantidad de plata). En ese momento, se creía ampliamente que las monedas debían contener una gran proporción de su valor nominal en metal. La moneda sería «anular», es decir, tendría un agujero en el centro. La Casa de la Moneda acuñó piezas experimentales y descubrió que era difícil expulsar dichas piezas de las prensas donde se acuñaban, y que era costoso recuperar la plata de la aleación. Las disposiciones para un centavo más pequeño se eliminaron de la legislación que dio la aprobación del Congreso para la moneda de tres centavos en 1851. El historiador numismático Walter Breen sugirió que un factor en el rechazo de las monedas agujereadas fue que recordaban a muchos a las monedas de cash chinas con su mínimo valor de compra. Una caída en los precios del cobre en 1851 y principios de 1852 hizo que el asunto de un centavo más pequeño fuera menos urgente para el Departamento del Tesoro, que supervisaba las actividades de la Casa de la Moneda.
Los precios del cobre volvieron a subir a fines de 1852 y durante 1853, superando los 0,40 dólares por libra que la Casa de la Moneda consideraba el punto de equilibrio para la fabricación de un centavo después de considerar el costo de producción. Una libra (0,45 kg) de cobre producía 42⅔ centavos grandes. En 1853, se acuñaron patrones con una aleación de metal base utilizando un cuño de anverso de un cuarto de águila, aproximadamente del tamaño de una moneda de diez centavos. Algunas de las aleaciones propuestas contenían el metal níquel. También se consideró el uso del «bronce francés» (95 % de cobre y el resto de estaño y zinc) y diversas variedades de plata alemana. En su informe anual de 1854, el director de la Casa de la Moneda, James Ross Snowden, abogó por la emisión de pequeños centavos de bronce, así como por la eliminación del medio centavo, que describió como inútil en el comercio. Se acuñaron varios centavos de patrón en 1854 y 1855. Estos presentaban varios diseños, incluidas varias representaciones de la Libertad y dos adaptaciones del trabajo del difunto grabador jefe de la Casa de la Moneda, Christian Gobrecht: una que mostraba una Libertad sentada, que Gobrecht había colocado en las monedas de plata en la década de 1830, y otra de un águila en vuelo, que Gobrecht había creado basándose en un boceto de Titian Peale.

## Preparación
A principios de 1856, Snowden propuso una ley que le permitía emitir un centavo más pequeño, pero dejando el tamaño y la composición metálica a su discreción y la del secretario del Tesoro, James Guthrie. Según el plan, la nueva pieza sería de curso legal, hasta diez centavos. Se emitiría a cambio de la antigua plata española que aún circulaba en Estados Unidos. En el intercambio, la plata española recibiría su valor completo (12½ centavos por real, o bit), cuando normalmente estas piezas se comercializaban con un descuento de aproximadamente el 20 % debido al desgaste. La pérdida que el gobierno asumiría en el comercio se compensaría con el señoreaje de las piezas de metal común. Los nuevos centavos también se emitirían a cambio de los centavos antiguos y por el mismo valor en medios centavos, ya que esa denominación iba a ser descontinuada. El proyecto de ley se presentó en el Senado el 25 de marzo de 1856. El centavo antiguo pesaba 168 granos (10,9 g); el 16 de abril, el proyecto de ley se modificó para incluir un centavo de al menos 95 % de cobre con un peso mínimo de 96 granos (6,2 g), y fue aprobado por el Senado en esa forma.
Mientras se debatía la legislación, James Curtis Booth, fundidor y refinador de la Casa de la Moneda, realizaba experimentos con aleaciones que podrían ser apropiadas para el nuevo centavo. En julio de 1856, Snowden escribió a Guthrie proponiendo una aleación de 88 % de cobre y 12 % de níquel como ideal y sugiriendo enmiendas al proyecto de ley pendiente para lograrlo. Booth también escribió a Guthrie para mejorar la aleación. Ambos propusieron un peso de 72 granos (4,7 g), tan conveniente como 80 centavos equivaldrían a una libra troy (373 g), aunque la libra avoirdupois (454 g) era la más utilizada para metales básicos.
El grabador en jefe de la Casa de la Moneda, James B. Longacre, recibió instrucciones de preparar diseños para monedas patrón. Inicialmente, Longacre trabajó con diseños de cabezas de la Libertad, comunes en la época, pero Snowden solicitó que se preparara un diseño de águila en vuelo. Esto ocurrió mientras Booth continuaba con sus experimentos; los primeros diseños de centavos con el diseño de águila en vuelo tenían aproximadamente el tamaño de una moneda de veinticinco centavos. Para promocionar la nueva aleación, la Casa de la Moneda acuñó cincuenta medios centavos y los envió a Washington para que los funcionarios del Tesoro los mostraran a funcionarios y congresistas. A principios de noviembre de 1856, Longacre preparó troqueles en lo que resultaría ser el diseño final, que representaba un águila en vuelo en el anverso y una denominación con corona en el reverso, del tamaño deseado por Booth.
La Casa de la Moneda acuñó al menos varios cientos de diseños utilizando el diseño del águila en vuelo de Longacre en la composición propuesta. En un esfuerzo por asegurar la aceptación pública de las nuevas piezas, estas se distribuyeron a varios congresistas y otros funcionarios, inicialmente en noviembre de 1856. Doscientas se enviaron al Comité de la Cámara de Representantes sobre Monedas, Pesos y Medidas, mientras que cuatro se entregaron al presidente Franklin Pierce. Se distribuyeron al menos 634 ejemplares, y posiblemente varios miles; había más disponibles a solicitud. Este fue el origen del altamente coleccionable centavo Águila volando de 1856, que los numismáticos consideran parte de la serie Águila volando, aunque en realidad era un diseño o pieza de transición, no una moneda oficial, ya que el Congreso aún no había otorgado la aprobación. Posteriormente, Snowden acuñó centavos pequeños adicionales de 1856 para su venta ilícita y para intercambiarlos por piezas que la Casa de la Moneda buscaba para su colección de monedas.
En diciembre de 1856, Snowden escribió al representante de Misuri, John S. Phelps, con la esperanza de que la legislación avanzara y declarando que ya se sentía «presionado por todos, y desde todos los sectores, para que se emitiera el nuevo centavo; de hecho, el público está muy ansioso por su emisión». Cuando la legislación, enmendada para incluir el peso y la aleación que la Casa de la Moneda había decidido, se debatió en la Cámara de Representantes el 24 de diciembre, el congresista por Tennessee, George Washington Jones, se opuso a ella debido a la disposición sobre moneda de curso legal; Jones consideraba que, según la Cláusula Contractual de la Constitución, solo el oro y la plata debían ser moneda de curso legal. Phelps defendió el proyecto de ley argumentando que el Congreso tenía la facultad constitucional de regular el valor del dinero, pero cuando el proyecto se volvió a presentar para su consideración el 14 de enero de 1857, la disposición sobre moneda de curso legal había sido eliminada. Esta vez, el proyecto de ley fue rechazado por el congresista neoyorquino Thomas R. Whitney, quien objetó una disposición que legalizaba la práctica de la Casa de la Moneda de diseñar y acuñar medallas encargadas por el público, considerando que el gobierno no debía competir con los medallistas privados. La disposición fue eliminada y el proyecto de ley fue aprobado al día siguiente. La versión de la Cámara fue considerada por el Senado, que la debatió el 4 de febrero y la aprobó con una enmienda adicional que permitía el canje de las monedas españolas por un mínimo de dos años. La Cámara aprobó esto el 18 de febrero y el presidente Pierce firmó el proyecto de ley el 21. La ley hizo que las monedas extranjeras de oro y plata dejaran de ser de curso legal, pero los dólares españoles podían canjearse a su valor nominal durante dos años a cambio de los nuevos centavos de cobre y níquel. El medio centavo fue abolido. Las nuevas piezas tendrían el mismo tamaño (19 mm), aunque algo más pesadas, que los centavos actuales.
Anticipándose al éxito de la legislación, la mayoría de los 333 456 centavos grandes acuñados en 1857 nunca salieron de la Casa de Moneda de Filadelfia y fueron fundidos posteriormente. Snowden compró un nuevo juego de rodillos y otros equipos para que la Casa de la Moneda pudiera producir sus propios cospeles de centavos, la primera vez que lo hacía en más de 50 años. Aunque la legislación aún estaba a un día de su aprobación final, Snowden recomendó los diseños de Longacre a Guthrie el 20 de febrero. Guthrie los aprobó el 24, aunque solicitó que el canto de la moneda fuera menos afilado; Snowden prometió cumplir. Los centavos Águila volando se acuñaron a partir de abril de 1857 y se guardaron a la espera de su lanzamiento oficial. La Casa de la Moneda almacenó las piezas a la espera de acumular un suministro suficiente; a mediados de mayo, Snowden notificó a los periódicos de Filadelfia que la distribución comenzaría el 25 de mayo.